# Daniele Conti
Daniele Conti (Nettuno, 9 januari 1979) is een Italiaans voetballer die bij voorkeur als defensieve middenvelder speelt. Hij verruilde in 1999 AS Roma voor Cagliari Calcio, waarvoor hij vervolgens meer dan 400 competitiewedstrijden speelde en waarbij hij in 2010 aanvoerder werd.

## Clubcarrière
Conti is een zoon van Bruno Conti, die zeventien seizoenen onder contract stond bij AS Roma. Hijzelf begon met voetballen in de jeugd van AS Roma en werd in 1999 uitgeleend aan Cagliari Calcio. Ondanks degradatie verkoos hij bij de club te blijven. Na vier seizoenen keerde de club terug op het hoogste niveau. In 2010 volgde Luis Diego López op als aanvoerder. In 2015 beëindigde hij zijn actieve professionele voetbalcarrière.